# 무키코씨와
무키코씨와(麦子さんと, With Mugiko)는 일본에서 제작된 요시다 케이스케 감독의 2013년 코미디 영화이다. 호리키타 마키 등이 주연으로 출연하였다.

## 출연

### 주연
- 호리키타 마키
- 마츠다 류헤이
- 요 키미코

### 조연
- 누쿠미즈 요이치
- 아소우 유미
- 후세 에리
- 오카야마 아마네
- 타시로 사야카
- 마츠시타 사다하루